# Conde de Safira
Conde de Safira é um título nobiliárquico criado por D. Carlos I de Portugal, por Decreto de data desconhecida, em favor de Augusto Dâmaso Miguéns da Silva Ramalho da Costa, antes 1.° Visconde de Safira.
Titulares
1. Augusto Dâmaso Miguéns da Silva Ramalho da Costa, 1.° Visconde e 1.° Conde de Safira.